# Orion, Bataan
Orion là một đô thị cấp hai ở tỉnh Bataan, Philippines with 1st class purchasing power. Theo điều tra dân số năm 2015, đô thị này có dân số 56.002 người trong.

## Các đơn vị hành chính
Về mặt hành chính, đô thị này được chia thành 23 khu phố (barangay).
| - Arellano (Pob.) - Bagumbayan (Pob.) - Balagtas (Pob.) - Balut (Pob.) - Bantan - Bilolo - Calungusan - Camachile - Daang Bago (Pob.) - Daang Bilolo (Pob.) - Daang Pare - General Lim (Kaput) | - Kapunitan - Lati (Pob.) - Lusungan (Pob.) - Puting Buhangin - Sabatan - San Vicente (Pob.) - Santo Domingo - Villa Angeles (Pob.) - Wakas (Pob.) - Wawa (Pob.) - Santa Elena |